# Raudeberg
Raudeberg är en tätort i Kinns kommun i Vestland fylke i västra Norge. Orten ligger på ön Vågsøy, vid norra änden av fylkesväg 617, cirka sex kilometer norrut från kommunens centralort Måløy.
Orten utgjorde tidigare centralort i dåvarande Nord-Vågsøy kommun i Sogn og Fjordane fylke.